# إدوين أرلينغتون روبنسون
إدوين أرلينغتون روبنسون (بالإنجليزية: Edwin Arlington Robinson) هو شاعر وكاتب مسرحي أمريكي، حاصل على جائزة بوليتزر عن فئة الشعر لثلاث مرات ومُرشّح لجائزة نوبل في الأدب لأربع مرات. وُلد روبنسون في 22 ديسمبر 1869 في مين في الولايات المتحدة، وتوفي في 6 أبريل 1935 في نيويورك في الولايات المتحدة بسبب سرطان المعدة.

## النشأة
ولد روبنسون 22 ديسمبر 1869 لوالديه إدوارد وماري (بالمر). رغب والداه إنجاب فتاة، فلم يسمّيانه حتى بلغ من العمر سبعة شهور خلال زيارتهما لمنتجع قرّر زوّاره ضرورة تسميته، فاختارو له اسم إدوين من قبعة تحتوي على مجموعة عشوائية من أسماء الفتيان. ويعود سبب اختيار اسمه الأوسط إلى كون الرجل الذي سحب اسمه من القبعة قادم من مدينة أرلينغتون، ماساشوستس. لطالما كره روبنسون اسمه، كما كره عادة عائلته أن ينادونه «وين». استخدم روبنسون «.E. A» في توقيعه.
انتقلت عائلة روبنسون إلى غاردينر مين عام 1870. وصف الشاعر طفولته لاحقًا على أنها «بائسة وحزينة». بدأ روبنسون دراسته في مدرسة السيدة موريل في غاردينر والتحق لاحقاً بالمدارس العامة، ليتخرج من مدرسة غاردينر الثانوية.
أدَّت الصراعات المبكرة التي واجهها روبنسون إلى أن تتَّسم العديد من قصائده بالتشاؤم المظلم للتعامل مع «حلم أميركي ذهب إلى حد الخيال». كان شقيقه الأكبر دين روبنسون طبيبًا وأصبح مدمنًا على الأفيون بينما كان يتعالج بسبب ألم عصبي. أما الشقيق الأوسط هيرمان، وهو رجل وسيم وجذاب، فقد تزوج من السيدة التي أحبها إدوين، إيما لوهين شيبهيرد. لطالما احترمت إيما إدوين وشجعته على كتابة الشعر، لكنه اُعتبر يافعًا جدًا ليكون في منافسة حقيقية للحصول على يدها، الأمر الذي أزعجه كثيرًا لاعتباره أنها خُدعت بجاذبية هيرمان واختارت السطحية على العمق. عُدَّ الزواج ضربة كبيرة لكبرياء إدوين، وخلال حفل الزفاف، الذي أُقيم في 12 فبراير عام 1890، بقي الشاعر اليائس في المنزل وكتب قصيدة احتجاج بعنون «الموكب»، التي يشير اسمها إلى القطار الذي أقلَّ الزوجين خارج المدينة إلى حياتهما الجديدة في سانت لويس في ميسوري. عانى هيرمان روبنسون من إخفاقات عديدة، وبدأ بتناول الكحول بكثرة حتى أدَّى ذلك نهايةً إلى ابتعاده عن زوجته وأطفاله. مات هيرمان فقيرًا في عام 1909 إثر إصابته بمرض السلّ في مستشفى مدينة بوسطن. اعتقدت إيما (زوجة هيرمان) أن روبنسون أشار في قصيدته «ريتشارد كوري» إلى زوجها.

## تعليمه في جامعة هارفارد
ألتحق إدوين بجامعة هارفارد كطالب خاص في سن الواحد والعشرين. تلقّى دروسًا في اللغة الإنجليزية والفرنسية وأعمال شكسبير، فضلًا عن دروس في اللغة الأنجلوسكسونية تركها في وقت لاحق. لم يرغب روبنسون في الحصول على درجاتٍ تامة، فكما كتب صديقه هاري سميث، «إن حصول الطالب على درجة B في هارفارد يُعتبر شيئًا جيدًا ومطمئنًا».
كانت رغبة روبنسون الحقيقية هي نشر أعماله في إحدى الصحف الأدبية في جامعة هارفارد. وفي غضون أول أسبوعين من تواجده هناك، نشرت «مجلة هارفارد ادفوكات» قصيدته «أنشودة السفينة». دُعي الكاتب للقاء محرري المجلة، لكنه عندما عاد، اشتكى لصديقه موري سابين، قائلًا: «جلست بينهم غير قادرٍ على قول أي شيء».

توفّي والد روبنسون بعد سنته الأولى في هارفارد. عاد إدوين إلى هارفارد للدراسة لعامٍ آخر، ولكن قُدّر أن يكون هذا العام الأخير له بصفته طالب هناك. على الرغم من قصر إقامته، عاش روبنسون في مدينة كامبريدج بعضًا من أفضل تجاربه، إذ أنشأ هناك صداقات استمرت لفترة طويلة. كتب لصديقه هاري سميث في 21 يونيو عام 1893:
أعتقد أن هذا هو آخر خطاب سأكتبه لك من هارفارد. يبدو غريبًا مجرد التفكير بالأمر، إلا أنه حقيقي بالفعل. في بعض الأحيان، أحاول أن أتخيل حالتي لو لم أحضر إلى هنا أبدًا، ولكنني لا أستطيع. أشعر بأني قد تعلمت القليل نسبياً من هاتين السنتين، إلا أنني قد تعلمت أكثر بكثير مما كان يمكنني تعلمه في غاردينر لو عشت هناك قرنًا كاملًا.
عاد روبنسون إلى غاردينر في منتصف عام 1893 في وقت وضع فيه خططًا لبدء الكتابة بجدية. في أكتوبر كتب لصديقه غيلدهيل:
لطالما كانت الكتابة حلمي منذ أن كنت كبيرًا كفايةً للتفكير بأية أحلام. والآن يبدو للمرة الأولى لي أن لدي فرصة مواتية لذلك وأعزم البدء في هذا الشتاء.

## عمله

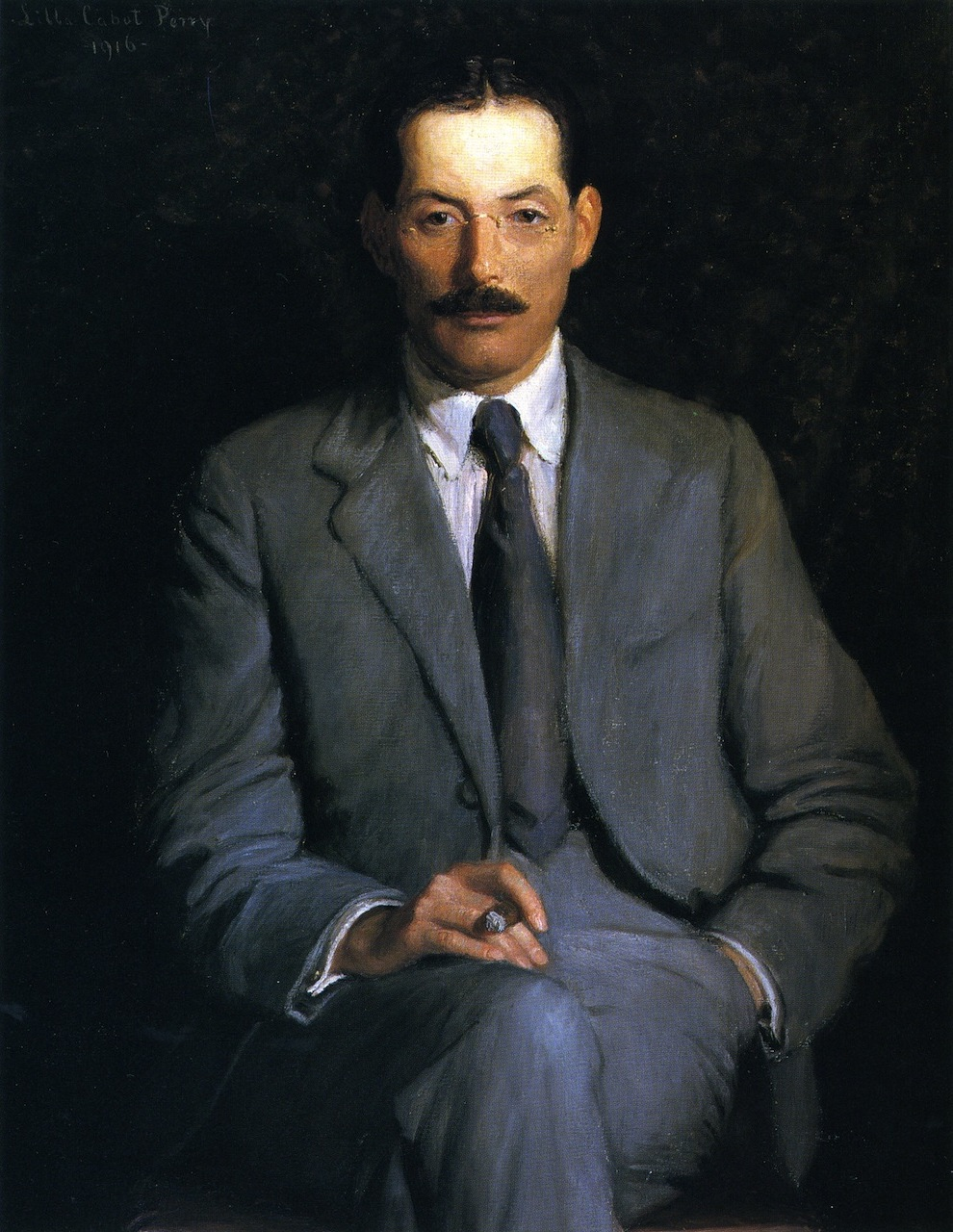
لوحة رسمتها ليلا كابوت بيري للشاعر عام 1916

أصبح روبنسون بعد وفاة والده رجل المنزل. جرب الشاعر العمل بالزراعة وأقام علاقةً مقربةً مع زوجة أخيه إيما روبنسون التي انتقلت بعد وفاة زوجها مع أولادها إلى غاردينر. رفضت إيما طلبات زواج روبنسون مرتين، مما دفعه إلى ترك غاردينر نهائيًا. انتقل الشاعر ليعيش في نيويورك حياةً مُدقّعة أنشأ خلالها العديد من الصداقات مع كتاب آخرين وفنّانين ومُفكّرين. وفي عام 1896، نشر الشاعر كتابه الأول «السيل والليلة التي سبقته» من نفقاته الخاصة، مُسدّدًا مئة دولار ثمن 500 نسخة. أراد روبنسون لهذا الكتاب أن يكون مفاجأةً لأمه، إلا أنها ماتت قبل وصول النسخ بأيام نتيجة الخناق. قُدّر لأخيه الكبير دين أن يموت أيضًا نتيجة جرعة مخدرات زائدة عام 1899.
انتشر عمل روبنسون الثاني أطفال الليل المنشور عام 1897 على نطاق أوسع، حتى أنه وصل إلى مسمع ابن الرئيس ثيودور روزفلت كيرميت عبر حصوله على نسخة من معلمه الذي كان رفيقًا لروبنسون. زكّى كيرميت الكتاب لوالده، الذي دعا الشاعر لتناول العشاء معه في البيت الأبيض لانبهاره بهذه القصائد وعلمه بُعسر أحواله (ولكن روبنسون رفض الدعوة لعدم امتلاكه «الملابس المناسبة»). وفي عام 1905، عُرض على الكاتب وظيفة اسميّة في مكتب جمارك نيويورك، وكان أحد الشروط المضمرة لعمله، وفقًا لإدموند موريس، مقابل هذه الوظيفة وراتب يبلغ الألفي دولار في السنة، أن «يساعد في كتابة الرسائل الأمريكية» بدلًا من كتابة وصولات الخزانة الأمريكية. بقي روبنسون في منصبه حتى تنحّي روزفلت. عاش روبنسون بدايةً من عام 1913 على تلة لايتهاوس في جزيرة ستاتين.
بدأت نجاحات الكاتب الأدبية بالسطوع تدريجيًّا، ففاز بجائزة بوليتزر عن فئة الشعر لثلاث مرّات في الأعوام 1922 و1925 و1928، كما اُنتخب عضوًا في الأكاديمية الأمريكية للفنون والآداب عام 1927. وصفه الشاعر ميخائيل شميت على أنه «أغزر إبداعًا من هاردي وأكثر حياءً من فروست وكاتب سوناتات عبقريّ».

## حياته الشخصية
لم يتزوج روبنسون في حياته أبدًا، وخلال العشرين السنة الأخيرة من حياته أصبح مُصطافًا دائمًا في منزل ماكدويل في نيوهامبشير، حيث أصبح محطّ اهتمامٍ متواصلٍ للعديد من النساء. تردد روبنسون والفنانة إليزابيث سبارهوك جونز إلى ذلك المهجر معًا لما يقارب العشر سنوات، عاشا خلالها علاقة غرامية كانت فيها الفنانة متيمةً به ومخلصةً ومتفهمةً له وليّنةً في تعاملها معه، بينما ناداها هو سبارهوك وكان رقيقًا ولطيفًا معها. وصف الشاعر D. H. Tracy علاقتهما على أنها «رقيقة وهادئة وعاطفية»، بينما وصفته هي على أنه رجل جذاب ورقيق وواقعي المشاعر وذو أخلاق رفيعة.

## وفاته وإرثه
مات روبنسون نتيجة السرطان في السادس من إبريل عام 1935 في مستشفى نيويورك (أو ما يُسمّى حاليًّا مركز ويل كورنيل الطبي) في مدينة نيويورك، ليدفن في مدافن أوك في غاردينر، مين. عندما مات روبنسون، سهرت سبارهوك جونز على مرضه ورسمت بعدها عدة أعمالٍ تخليدًا لذكراه. أُقيم في ذات الشهر حفل تذكاري له في مدرسة غاردينر الثانوية (مدرسته الثانوية). أُنشأ صرح تذكاري له في أكتوبر من ذات العام في ساحة المدينة بفضل جهود صديقته ومعلمته لورا ريتشاردز، التي عملت على جمع التبرعات من شتى أنحاء البلاد، وقد صمّم المهندس المعماري هينري شيبلي الصرح وكتبت ريتشارز النقش بينما كان هرمان هيدغدورن، مترجم حياة روبنسون، المتحدث الرئيسي.
أُعلن منزل طفولته معلمًا تاريخيًّا وطنيًّا عام 1971. وُكّل حفيد أخته ديفيد شيبرد نيفيسون، خبير مرموق بالفلسفة الصينية والتاريخ الصيني، بأملاكه.

## أعماله المختارة

### القصائد الشعرية
- السيل الجارف والليلة التي سبقته (1896)، متضمنة «لوك هافرجال»
- أطفال الليل (1897)، متضمنة قصيدة «كوزموس» (1895)،[26] و«ريتشارد كوري»
- كابتن غريغ وقصائد أخرى (1902)
- البلدة على ضفة النهر (1910)، متضمنة قصيدة «مينيفر تشيفي»
- الرجل في مواجهة السماء (1916)
- مرلِن (1917)
- الحانات الثلاث (1920)
- لانسلوت (1920)
- حصاد آفون (1921)، متضمنة «بن تروفاتو»
- قصائد مختارة (1921)
- رومان بارثولوميو (1923)
- الرجل الذي مات مرتين (1924)
- ديونيسوس والشك (1925)، متضمنة قصيدتي «المنزل المسكون» و«كارما»
- تريسترام (1927)
- فورتيناتوس (1928)
- سوناتات 1889 – 1917 (1928)
- منزل كيفيندر (1929)
- قصائد مختارة (1929)
- عظمة العندليب (1930)
- ماتياس يقف على الباب (1931)
- قصائد مختارة (1931)
- تاليفر (1933)
- نبتة لا تذبل (1934)
- الملك جاسبر (1935)
- رجل سعيد

### المسرحيات
- فان زورن (1935)
- النيص (1915)

### الرسائل
- رسائل مختارة (1915)
- نجوم غير مثلثة: رسائله لصديقه هاري دي فوريست سميث 1890 – 1905 (1947)
- رسائل إدوين أرلينغتون روبنسون إلى إيديث براور 1968

### منوعات
- مجموعة قصائد شعرية ونثرية غير منشورة (1975)

## وصلات خارجية
- إدوين أرلينغتون روبنسون على موقع الموسوعة البريطانية (الإنجليزية)
- إدوين أرلينغتون روبنسون على موقع ميوزك برينز (الإنجليزية)
- إدوين أرلينغتون روبنسون على موقع إن إن دي بي (الإنجليزية)
- إدوين أرلينغتون روبنسون على موقع ديسكوغز (الإنجليزية)